# Municipio de Suárez (Uruguay)
El Municipio de Suárez o de Joaquín Suárez es uno de los municipios del departamento de Canelones, Uruguay. Tiene como sede la ciudad canaria de Joaquín Suárez.

## Ubicación
El municipio se encuentra localizado en la zona centro-sur del departamento de Canelones, en el Área Metropolitana de Montevideo. Limita al norte con el municipio de Sauce; al noreste con el de Pando; al este con el municipio de Barros Blancos; al sur con el municipio Del Andaluz; y al oeste con el municipio de Toledo.

## Historia
En los tiempos de la colonia estas tierras pertenecieron a la Gobernación de Montevideo desde donde el gobierno español emitió los primeros títulos de propiedad. En 1881 la empresa "La Industrial" de Francisco Piria compró las tierras del paraje conocido como Cuchilla Alta en la que existía la Colonia Garibaldi y las vías del Ferrocarril Uruguayo del Este.
Piria era criticado por su actividad de crear urbanizaciones sin servicios, entonces inició la construcción primero de una escuela a la que llamó Juan Manuel Bonifaz, en honor a un renombrado maestro español afincado desde 1837 en Uruguay. Beneficiándose de la construcción de una estación de ferrocarril diseñada por el Ingeniero Andreoni se dispuso trazar el futuro pueblo.IMC, ed. (1981). Canelones, su proyección en la historia nacional. 
Fue elegido el nombre de Joaquín Suárez para la nueva urbanización ya que a finales del siglo XIX la élite gobernante lo había puesto en categoría de héroe del estado nacional. Posteriormente durante el gobierno de Máximo Santos se optó por José G. Artigas que continúa hasta hoy. Suárez participó en las luchas de emancipación del país teniendo destacada actuación política. Luego de nacido el Estado Oriental del Uruguay en 1830 integró el Partido Colorado y llegó a ser presidente del Gobierno de la Defensa durante la Guerra Grande.
El 15 de octubre de 1882 se inauguró el pueblo. Allí mismo se realizó el remate de los solares con interesados que el mismo Piria había transportado en ferrocarril desde la capital.
El 12 de noviembre del mismo año se inauguró la escuela construida por "La Industrial" y donada a la Dirección General de Instrucción Pública. El maestro Juan Manual Bonifaz asistió ese día y fue su padrino el pariodista Daniel Muñoz.Carrasco, Sansón (1953).  Colección de Clásicos Uruguayos, ed. Falta el |título= (ayuda); 
El crecimiento de la población fue lento y recién el 2 de octubre de 1929 fue declarado oficialmente pueblo.
Las décadas siguientes fueron de desarrollo basados en la producción agrícola y la facilidad para el transporte de la producción hacia la capital del país. Debe señalarse también la producción minera de la Cantera Suárez iniciada por la empresa Montevideo Trading C. Ltda en 1939.
```
La población reunió las características de un pueblo del interior donde los servicios de banco, cine y prensa escrita atendían las necesidades de sus habitantes. El Club Social y Deportivo Joaquín Suárez destacaban en la vida cultural.
```

La larga crisis económica posterior a 1955 fue terminando con mucho del desarrollo anterior pasando a depender en muchos aspectos de ciudades aledañas como Sauce, Pando y principalmente Montevideo. Entre 1963 y 1996 su población aumento 120% con emigrantes desde el interior de país en busca de oportunidades en la cercanía de la capital. También de montevideanos en busca de terrenos más económicos en las cercanías de su fuente laboral. Desde el punto de vista cultural Suárez se enriqueció con el aporte de sus nuevos habitantes pero se resintió el sentido de identidad del pueblo.
Desde el 15 de julio de 1998 fue declarada ciudad.
Suárez pasó a caracterizarse como una "ciudad dormitorio" en la que la mayoría de la población trabaja en ciudades aledañas y descansan en su lugar de residencia. Esto significó la crisis económica de 2002 incrementó estas características.

## Características
El municipio fue creado por ley 18.653 del 15 de marzo de 2010, y forma parte del departamento de Canelones. Su territorio comprende al distrito electoral CQA de ese departamento.
Según el censo nacional de población de 2023, el municipio cuenta con un total de 20.213 habitantes, lo que representa el 3.3% de la población departamental.
En cuanto a su economía, esta se basa en la producción hortofrutícola, y las industrias derivadas (enlatados y conservas); existen también en la zona algunas canteras de granito. Además muchos de sus habitantes trabajan en la ciudad de Montevideo, debido a su cercanía.
Su superficie es de 44 km².

## Localidades
Las localidades y zonas incluidas en este municipio son:
- Joaquín Suárez
- Villa Hadita
- Villa San Felipe
- Empalme Sauce
- Santa Teresita de Suárez (Fraccionamiento Ruta 74)
- Lomas de Toledo

## Autoridades
Las autoridades del municipio son el alcalde y cuatro concejales.
Alcaldes según período:
| Nº | Alcalde                   | Partido          | Inicio del mandato      | Fin del mandato         | Observaciones   | Concejales                                                                      |
| -- | ------------------------- | ---------------- | ----------------------- | ----------------------- | --------------- | ------------------------------------------------------------------------------- |
| 1  | Leandro D'Andrea          | Frente Amplio FA | 2010                    | julio de 2015           | Alcalde elegido |                                                                                 |
| 2  | Gustavo Aurelio Rodríguez | Frente Amplio FA | julio de 2015           | 26 de noviembre de 2020 | Alcalde elegido | Jorge Baccino (FA) Leandro D'Andrea (FA) Juan Delgado (PN) José Abel Zarza (PN) |
| 3  | Carlos Andres Nalerio     | Frente Amplio FA | 27 de noviembre de 2020 | 2025                    | Alcalde elegido | Daniela Ruzzo (FA) Jorge Baccino (FA) José Abel Zarza (PN) Mayra Castillo (PN)  |